# Silvano Carroli
Silvano Carroli (* 22. Februar 1939 in Venedig; † 4. April 2020 in Lucca) war ein italienischer Opernsänger (Bariton).

## Leben

### Ausbildung und Anfänge
Carroli sang als Junge im Kirchenchor des Markusdoms seiner Heimatstadt Venedig. Da er zum Lebensunterhalt der Familie mit beitragen musste, konnte er kein formelles Gesangsstudium absolvieren, sondern wurde von Mario Del Monaco und anfangs von dessen jüngerem Bruder Marcello (1919–1984) privat ausgebildet. 1957 gewann er einen Gesangswettbewerb für junge Sänger in Palermo. Anschließend wurde er an der Opernschule des Teatro La Fenice von Mario Labroca, Francesco Siciliani und Floris Ammannati unterrichtet. Später besuchte er Meisterkurse bei Carlo Tagliabue und Alfredo Kraus.
1963 debütierte er am Teatro La Fenice als Schaunard in La Bohème in einer Zeffirelli-Produktion, mit Mirella Freni und Giacomo Aragall in den Hauptrollen. Anschließend entwickelte sich eine rasche Karriere an den führenden Opernhäusern Italiens, insbesondere an der Mailänder Scala.

### Karriere in Italien
An der Mailänder Scala debütierte Carroli 1975 als Baron Scarpia in Tosca, der während seiner gesamten Karriere zu seinen besonderen Glanzpartien gehörte. In der Saison 1979/80 sang er diese Rolle dort an der Seite von Eva Marton. Carroli sang an der Scala auch den Amonasro in Aida (1976). Große Erfolge an der Mailänder Scala hatte Carroli in den Jahren 1977 und 1982 insbesondere auch als Jago in Otello, u. a. an der Seite von Plácido Domingo und Mirella Freni. Mit dem Ensemble der Mailänder Scala gastierte er 1976 in Nordamerika, wo er den Simone Boccanegra sang, und 1981 in Japan.
Zur Spielzeiteröffnung 1966/67 sang er am Teatro Verdi in Triest den Ezio in Attila mit Boris Christoff als Partner in der Titelrolle. 1973 trat er erstmals bei den Festspielen in der Arena von Verona auf. In späteren Jahren trat er dort u. a. als Ezio in Attila (1985), als Renato in Un ballo in maschera (1986), als Barnaba in La Gioconda (1988), Scarpia (1988, 1990), als Alfio in Cavalleria rusticana (1989), als Nabucco (1989) und als Amonasro in Aida (1990, 2000) auf.
In Italien gastierte er weiters am Opernhaus Rom (1984, als Don Giovanni), am Teatro Giuseppe Verdi in Pisa (September/Oktober 1984, als Scarpia), in den Thermen des Caracalla (1984–85, als Nabucco; 1988, als Jack Rance und Amonasro; 1991 als Nabucco; 1992 noch einmal als Amonasro), am Teatro Comunale di Bologna (Spielzeit 1985/86, als Scarpia, mit Raina Kabaivanska als Partnerin), am Teatro Massimo Palermo (1997) und am Teatro Filarmonico Verona (2000, als Michele und als Gianni Schicchi).
Beim Maggio Musicale Fiorentino in Florenz sang er 1986 unter der musikalischen Leitung von Zubin Mehta den Scarpia, wo er als „Idealdarsteller“ und „Singschauspieler, der es versteht, packende Akzente zu setzen“, beeindruckte. Beim Maggio Musicale war er 1988 als Michele in Il tabarro und 1991 noch einmal als Scarpia zu hören. 
Carrolis Karriere dauerte bis weit in die 2000er Jahre hinein. 2007 sang er in der Arena von Verona die Bass-Partie des Hohepriesters Zaccaria in Nabucco. 2008 sang er an der Oper Rom noch einmal den Jack Rance. Außerdem gastierte er 2008 beim Maggio Fiorentino als Scarpia in der Tosca-Inszenierung von Jonathan Miller.

### Gastspiele in Europa und Übersee
Im Juni 1967 debütierte er an der Wiener Staatsoper als Silvio in I Pagliacci. Er sang später dort auch Jack Rance (La fanciulla del West), Alfio, Escamillo und Jago. Seine letzte Partie an der Wiener Staatsoper war im Mai 1994 der Baron Scarpia in Tosca.
1977 debütierte er an der Covent Garden Opera in London als Jack Rance in La fanciulla del West. Später sang er dort u. a. Jago, Montfort, Nelusco. 1992 war er dort erneut als Jack Rance und Scarpia zu hören. 2008 sang er den Jack Rance noch einmal am Covent Garden unter der musikalischen Leitung von Antonio Pappano.
1978 gastierte er an der Hamburgischen Staatsoper als Graf Luna in Il trovatore. 1980 sang er am Théâtre Royal de la Monnaie in Brüssel in der Oper Il duca d’Alba. In der Spielzeit 1983/84 sang er am Gran Teatre del Liceu in Barcelona den Escamillo in Carmen. 1984 folgte dort der Titelheld in Nabucco. 1985 war er dort ein „hervorragender“ Jago in Otello.
Carroli gastierte außerdem an der Grand Opéra Paris (1984), am Staatstheater Wiesbaden (1993, als Jago) und an der Staatsoper Hannover (1994, als Scarpia).
1972 gab er an der Houston Grand Opera sein US-Debüt als Tonio in I Pagliacci. In der Saison 1977/78 sang er an der Washington Opera den Baron Scarpia. In den Vereinigten Staaten sang er außerdem an der Lyric Opera of Chicago (1978, als Ezio) und an der San Francisco Opera (1982, als Renato). Im Oktober 1983 debütierte er als Don Carlo di Vargas in La forza del destino an der Metropolitan Opera in New York City. Im September 1987 sang er dort zur Saisoneröffnung den Jago in Otello an der Seite von Plácido Domingo und Kiri Te Kanawa.
1987 wirkte er bei den Aida-Aufführungen vor den Tempeln von Luxor in Ägypten als Amonmasro mit. 2009 sang er den Scarpia in Tel Aviv unter der musikalischen Leitung von Daniel Oren.

### Späte Jahre und Tod
Seit Anfang der 2000er Jahre wirkte Carroli an der „Scuola per tenori“ der Fondazione Del Monaco in Lucca als Lehrer und Dozent. Carroli war verheiratet und Vater von zwei erwachsenen Söhnen. Er starb im Alter von 81 Jahren in seinem Haus in Lucca an Herzversagen.

## Stimme und Tondokumente
Silvano Carroli besaß einen „dunkel getönten, machtvollen und homogenen Bariton“ und eine „flexible, schön artikulierte Stimme von großer Wärme“. Seine „kraftvolle“ Stimme war insbesondere für Freilichtaufführungen gut geeignet. Sein Stimmumfang erlaubte es ihm, auch einige Bass-Partien zu übernehmen. Als seine besondere Glanzpartie galt die schwierige Rolle des Scarpia in Tosca.
Sein Repertoire umfasste hauptsächlich die großen Bariton-Partien in den Opern von Giuseppe Verdi wie Ezio, Roger in Gerusalemme, Jago, Monfort, Simon Boccanegra, Nabucco oder Macbeth. Er sang aber auch zahlreiche Hauptrollen in Opern von Puccini, Zandonai, Donizetti, Leoncavallo, Saint-Saëns, Ponchielli und Mascagni.
Carrolis Stimme ist in zahlreichen Gesamtaufnahmen und in sehr vielen Live-Mitschnitten dokumentiert. 1990 erschien bei Naxos eine Tosca-Gesamtaufnahme mit Carroli als Scarpia. 1999 wurde ein Live-Mitschnitt aus dem Teatro La Fenice veröffentlicht, in dem Carroli den Don Carlo di Vargas in La forza del destino singt. Außerdem wurden Aufführungsmitschnitte mit Carroli auf DVD veröffentlicht, u. a. von I Lombardi alla prima crociata mit José Carreras und Ghena Dimitrova (Mailänder Scala 1984), Attila mit Maria Chiara (Arena di Verona 1985) und La Fanciulla del West mit Domingo und Carol Neblett (Covent Garden Opera London 1982).